# تارنیتسا (استان اوپوله)
تارنیتسا (به لهستانی: Tarnica) یک منطقهٔ مسکونی در لهستان است که در گمینا نگمودلین واقع شده‌است.